# Stazione di Vogogna Ossola
La stazione di Vogogna Ossola è una fermata ferroviaria situata nell'omonimo comune in Piemonte, a servizio delle linee Domodossola-Milano e Domodossola-Novara.

## Storia
La stazione entrò in servizio il 9 settembre 1888, con l'attivazione della tratta ferroviaria da Gozzano a Domodossola (oggi parte della linea Domodossola-Novara).
Il 16 gennaio 1905 venne attivata la linea internazionale del Sempione, che correva parallela alla precedente, e sulla quale venne realizzata una seconda stazione, posta dirimpetto a quella esistente. Si ebbe così la particolarità di due piazzali affiancati, ognuno con un proprio fabbricato viaggiatori, analogamente alle stazioni limitrofe di Cuzzago e di Premosello.
La stazione venne trasformata in fermata impresenziata il 15 luglio 2002.

## Strutture e impianti
La stazione ha tre binari, due a servizio della linea Domodossola-Milano e uno per quella Domodossola-Novara.
La stazione è costituita da un viale di ingresso che divide i due piazzali binari. Proseguendo diritto si giunge ad un cancello che è fruibile solo agli addetti ai lavori poiché conduce alla rimessa dei mezzi di manutenzione.
Per accedere alle banchine bisogna entrare accanto al fabbricato viaggiatori della linea della quale si vuole usufruire.
La linea Novara-Domodossola non possiede un rilevante traffico viaggiatori e questo condiziona i servizi all'utenza. Il lato Novara, infatti, possiede un solo binario di marcia e il fabbricato viaggiatori non dispone di alcun servizio ed è completamente chiuso all'utenza. Negli 2000, al fine di evitare la vandalizzazione degli interni l'ingresso principale venne murato.
I binari lato Milano sono due. Il relativo fabbricato viaggiatori è a un solo piano e risulta solo in parte fruibile da parte degli utenti e ospita al suo interno una sala d'aspetto in stato di degrado, in parte vandalizzata, che dà sia sul lato strada che sul piazzale binari. La sala è dotata di due obliteratrici, un monitor per la segnalazione degli orari e due tabelloni con i quadri orario.
È presente il sottopassaggio, il cui ingresso lato strada è inserito all'interno del FV stesso in un piccolo atrio che conduce alla banchina del binario 1.

## Movimento
La stazione è servita dai treni regionali svolti da Trenitalia (collegamenti Milano-Domodossola) svolti nell'ambito del contratto di servizio stipulato con le regioni Lombardia e Piemonte. I biglietti delle due regioni sono entrambi validi.

## Servizi
La stazione è gestita da Rete Ferroviaria Italiana, che ai fini commerciali la classifica in categoria Bronze.
Dispone di: 
- Sala d'attesa